# 李神宗
李神宗（越南语：／，1116年—1138年）越南李朝皇帝，1127年—1138年在位。名李陽煥（越南语：／）。尊號順天廣運欽明仁孝皇帝。李圣宗之孙，崇賢侯之子，母杜氏。三岁时被李仁宗收养，立为太子，天符慶壽元年（1127年）十二月即位，史稱「性資聪睿」。

## 经历
1128年（大順元年）派使于宋朝。乂安州与真腊冲突，太傅阮公平討之，胜而还。尊義母宸英夫人為太后。1129年，尊父崇賢侯為太上皇，母杜氏為太后，居洞仁宫。次年，太上皇去世，諡恭皇。1131年，宋高宗封李陽煥为交阯郡王。1132年农历8月，真臘、占城攻乂安州，太尉楊英珥討克之。天彰寶嗣四年（1136年），农历二月，乂安州地震，江水如血。数月后，真臘將蘇破稜再攻乂安州，太傅阮公平率军与其交战。1138年农历9月，逝世於永光殿。廟號神宗，諡號廣仁崇孝文武皇帝，葬天德府。

## 政治措施
期間任用張伯玉，劉慶覃，楊英珥等大臣輔助朝政，在位時賊寇亦小，外患基本上也僅有零星騷擾。其重视农业，讓士兵輪番歸農，登基时命官府归还田产，但酷好祥瑞，重视佛道，寻仙药，經常濫赦罪人。其在李仁宗祭祀问题、拜其生父为太上皇、无事大赦天下以及晋封献兽者等曾引起争议。

## 评价
《大越史記全書》:「神宗脩政立事，任賢使能，設宏詞之科，定兵農之令，政則勤矣。然酷好祥瑞，崇尚浮屠，破敵而㱕功，於佛献鹿，而得濫其官，何其愚也。」「至於禁嫁百官之女，則神宗溺乱女色之迷也。」「帝之初年，猶有童心。及長，性資聪睿，大度有爲，修政立事，任賢使能，正始正終，詳密欵曲，無失於正。雖身嬰恶疾，尋有藥之，天意有在也。然酷好祥瑞，崇尚浮屠，奚足貴哉。」

## 后妃

### 皇后
- 儷天皇后李氏（父李山）

### 妃嬪
- 明寶夫人黎氏（父黎昌）
- 感聖夫人黎氏
- 次妃李章英（父李元）

## 子女

### 子
1. 明道王李天祿
2. 李英宗李天祚
3. 皇三子

### 女
1. 皇長女李氏
2. 瑞天公主